# Dying Is Your Latest Fashion
Dying Is Your Latest Fashion is het eerste studioalbum van de Amerikaanse posthardcoreband Escape the Fate. Het is het enige studioalbum waarop zanger Ronnie Radke op te horen is, nadat hij later uit de band gezet werd omdat hij gezocht werd voor mishandeling.

## Nummers
Alle muziek en teksten zijn geschreven door Escape the Fate, behalve nummer 10, dat mede geschreven is door Mike Booth. 
| 1.                 | The Webs We Weave                                    | 2:54 |
| 2.                 | When I Go Out, I Want to Go Out on a Chariot of Fire | 4:01 |
| 3.                 | Situations                                           | 3:08 |
| 4.                 | The Guillotine                                       | 4:32 |
| 5.                 | Reverse This Curse                                   | 3:41 |
| 6.                 | Cellar Door                                          | 4:36 |
| 7.                 | There's No Sympathy for the Dead                     | 5:25 |
| 8.                 | My Apocalypse                                        | 4:43 |
| 9.                 | Friends and Alibis                                   | 4:10 |
| 10.                | Not Good Enough for Truth In Cliché                  | 3:50 |
| 11.                | The Day I Left the Womb                              | 2:25 |
| Totale duur: 43:21 |                                                      |      |

| Nr. | Titel                             | Duur |
| --- | --------------------------------- | ---- |
| 12. | Make Up (titled "Look Your Best") | 3:28 |

| Nr. | Titel | Duur |
| --- | --- | ---- |
| 1.  | The Webs We Weave | 2:54 |
| 2.  | When I Go Out, I Want to Go Out on a Chariot of Fire                                                                       | 4:01 |
| 3.  | Situations | 3:08 |
| 4.  | The Ransom (bonus nummer; daarvoor alleen op There's No Sympathy for the Dead)                                             | 3:50 |
| 5.  | As You're Falling Down (bonus nummer; daarvoor alleen op There's No Sympathy for the Dead)                                 | 3:25 |
| 6.  | The Guillotine | 4:32 |
| 7.  | Reverse This Curse | 3:41 |
| 8.  | Cellar Door | 4:36 |
| 9.  | Dragging Dead Bodies in Blue Bags Up Really Long Hills (bonus nummer; daarvoor alleen op There's No Sympathy for the Dead) | 3:38 |
| 10. | There's No Sympathy for the Dead                                                                                           | 5:25 |
| 11. | My Apocalypse | 4:43 |
| 12. | Friends and Alibis | 4:10 |
| 13. | Not Good Enough for Truth In Cliché                                                                                        | 3:50 |
| 14. | The Day I Left the Womb | 2:25 |
| 15. | Make Up (bonus nummer) | 3:28 |

## Hitlijsten
| Chart (2006)              | Peak position |
| ------------------------- | ------------- |
| US Top Heatseekers        | 12            |
| US Top Independent Albums | 19            |